# Mitsubishi Galant
De Mitsubishi Galant is een automodel van het Japanse merk Mitsubishi.
De naam Galant werd afgeleid door de Franse woorden gallan en valiant

en betekent iets als ridderlijk. Sinds 1969 zijn negen generaties van de Galant gebouwd waarvan reeds meer dan vijf miljoen exemplaren verkocht werden. De Galant was aanvankelijk een compacte auto maar evolueerde tot een middenklasser.
Na 1993 werd het model ook buiten thuisbasis Japan geproduceerd bij Diamond-Star Motors (een voormalige joint venture met Chrysler) in de Verenigde Staten.

## Eerste generatie (1969 - 1973)
De eerste generatie van de Galant, die toen nog Colt Galant heette, werd eind 1969 geïntroduceerd. Het eerste exemplaar werd in december dat jaar verkocht. De nieuwe auto werd Dynawedge bijgenaamd door de aerodynamische invloeden in het
ontwerp. Initieel was enkel een vierdeurssedan beschikbaar. Vanaf 1970 kwam daar ook een tweedeurshardtop bij. Dat was de eerste Japanse productiewagen zonder scheiding tussen de voorzij- en achterzijruiten. Ook verscheen dat jaar de sportieve
en aparte Colt Galant GTO. Vanaf 1971 kwam de Galant via partner Chrysler ook op de Amerikaanse markt als de Dodge Colt.
Deze generatie bestond uit volgende submodellen met cilinderinhoud en topsnelheid.
De auto had Mitsubishi's nieuwe Saturn vier-in-lijnmotor.
- AI: 1,3 L, 150 km/u,
- AII: 1,5 L, 160 km/u,
- AIII: 1,5 L, 175 km/u.

## Tweede generatie (1973 - 1975)
In 1973 werd de Galant hertekend. Er kwam ook een prestatiegerichte AIIGS-variant met een 2,0 liter Astron-motor van 125 pk, die overigens ook in de hardtop kwam.
Deze tweede generatie werd breder geëxporteerd en kwam opnieuw op de Amerikaanse markt onder het Dodge-embleem. In Canada werd die versie verkocht als Plymouth Colt en Plymouth Cricket. Chrysler bracht de auto ook in Australië
op de markt als Chrysler Valiant Galant. In Europa werd het model verkocht als Mitsubishi Colt Galant.

## Derde generatie (1976 - 1980)
In 1976 kwam wederom een vernieuwde Galant uit die Galant Sigma (Galant Σ) heette. Op veel exportmarkten werd die naam gewoon Galant. Deze derde generatie kreeg Mitsubishi's nieuwe MCA-Jet-motor met secundaire kleppen die de uitstoot sterk reduceerden. Deze keer was naast de sedan ook een stationwagen beschikbaar.
In de VS bleef het model in de catalogus van Dodge als de Colt. In Australië werd het lokaal gebouwd en verkocht als Chrysler Sigma. In 1977 werd de derde Galant auto van het jaar in Zuid-Afrika, en in 1981 in Nieuw-Zeeland. 

## Vierde generatie (1980 - 1986)
1980 bracht de vierde Galant met twee nieuwe motoren: de geavanceerde Sirius met ECI (elektronisch gecontroleerde brandstofinjectie) en een turbolader en de Astron 2300, de eerste turbodiesel in een Japanse passagiersauto.

In 1982 en 1983 werd de Australische Sigma ook in het Verenigd Koninkrijk verkocht onder de merknaam Lonsdale, overigens het enige model dat ooit onder dat merk verscheen. Deze auto bleek weinig succes te krijgen en het jaar erop werd de Galant in het VK als Mitsubishi Sigma verkocht. In Australië werd de Sigma tot 1987 gebouwd. 

### Motoren
Gegevens van de basismodellen:

#### Benzine
| Galant sedan | Galant sedan | Galant sedan | Galant sedan | Galant sedan | Galant sedan | Galant sedan | Galant sedan | Galant sedan |
| Type         | Motor        | Motor        | Vermogen     | Koppel       | Gewicht      | 0–100 km/h   | Topsnelheid  | Jaartal      |
| Type         | Inhoud       | Cilinders    | Vermogen     | Koppel       | Gewicht      | 0–100 km/h   | Topsnelheid  | Jaartal      |
| ------------ | ------------ | ------------ | ------------ | ------------ | ------------ | ------------ | ------------ | ------------ |
| 1600         | 1.597 cm³    | 4-in-lijn    | 75 pk        | 116 Nm       | 1060 kg      | 14,8 s       | 158 km/h     | 1980 - 1984  |
| 2000         | 1.997 cm³    | 4-in-lijn    | 102 pk       | 152 Nm       | 1115 kg      | 13,5 s       | 173 km/h     | 1980 - 1984  |
| 2000 Turbo   | 1.997 cm³    | 4-in-lijn    | 170 pk       | 245 Nm       | 1210 kg      | 8,4 s        | 200 km/h     | 1982 - 1984  |

| Galant stationwagon | Galant stationwagon | Galant stationwagon | Galant stationwagon | Galant stationwagon | Galant stationwagon | Galant stationwagon | Galant stationwagon | Galant stationwagon |
| Type                | Motor               | Motor               | Vermogen            | Koppel              | Gewicht             | 0–100 km/h          | Topsnelheid         | Jaartal             |
| Type                | Inhoud              | Cilinders           | Vermogen            | Koppel              | Gewicht             | 0–100 km/h          | Topsnelheid         | Jaartal             |
| ------------------- | ------------------- | ------------------- | ------------------- | ------------------- | ------------------- | ------------------- | ------------------- | ------------------- |
| 1600                | 1.597 cm³           | 4-in-lijn           | 75 pk               | 116 Nm              | 1110 kg             | 15,4 s              | 153 km/h            | 1980 - 1986         |
| 2000                | 1.997 cm³           | 4-in-lijn           | 102 pk              | 152 Nm              | 1170 kg             | 12,4 s              | 168 km/h            | 1980 - 1986         |

#### Diesel
| Galant sedan | Galant sedan | Galant sedan | Galant sedan | Galant sedan | Galant sedan | Galant sedan | Galant sedan | Galant sedan |
| Type         | Motor        | Motor        | Vermogen     | Koppel       | Gewicht      | 0–100 km/h   | Topsnelheid  | Jaartal      |
| Type         | Inhoud       | Cilinders    | Vermogen     | Koppel       | Gewicht      | 0–100 km/h   | Topsnelheid  | Jaartal      |
| ------------ | ------------ | ------------ | ------------ | ------------ | ------------ | ------------ | ------------ | ------------ |
| 2300 Turbo D | 2.346 cm³    | 4-in-lijn    | 84 pk        | 175 Nm       | 1230 kg      | 15,0 s       | 155 km/h     | 1980 - 1984  |

| Galant stationwagon | Galant stationwagon | Galant stationwagon | Galant stationwagon | Galant stationwagon | Galant stationwagon | Galant stationwagon | Galant stationwagon | Galant stationwagon |
| Type                | Motor               | Motor               | Vermogen            | Koppel              | Gewicht             | 0–100 km/h          | Topsnelheid         | Jaartal             |
| Type                | Inhoud              | Cilinders           | Vermogen            | Koppel              | Gewicht             | 0–100 km/h          | Topsnelheid         | Jaartal             |
| ------------------- | ------------------- | ------------------- | ------------------- | ------------------- | ------------------- | ------------------- | ------------------- | ------------------- |
| 2300 Turbo D        | 2.346 cm³           | 4-in-lijn           | 84 pk               | 175 Nm              | 1250 kg             | 15,0 s              | 155 km/h            | 1980 - 1986         |

## Vijfde generatie (1984 - 1988)
De vijfde Galant werd in 1983 gelanceerd en introduceerde onder meer voorwielaandrijving. Hiermee werd de wegligging verbeterd, was er meer interieurruimte en een lager verbruik.
Andere innovaties waren ECS (Electronic Controlled Suspension) (elektronisch gecontroleerde wielophanging) (Deze ECS is computergestuurd en regelt de vering afhankelijk van het wegdek en de snelheid van de auto, of afhankelijk van de wens van de bestuurder. Zacht voor meer comfort; hard voor een nog stabielere wegligging.
Verder regelt de vering de hoogte van de auto en heeft een antiduik voorziening bij plotseling hard remmen) en EPS (Electronic Power Steering) (elektronische stuurbekrachtiging). Deze Galant had ook een voor de jaren 1980 ongebruikelijke stijl die bijvoorbeeld ook de Renault 21 had. De uit de vorige generatie bekende 2.3 turbo diesel werd vervangen door de 1.8 turbo diesel met intercooler die aanmerkelijk betere prestaties leverde en veel stiller was dan de Duitse en Franse concurrenten die bekendstonden om hun dieseltechnologie. De kwaliteit van de 1.8 Turbo Diesel bleek in de beginjaren echter niet optimaal te zijn. Na talloze gescheurde cilinderkoppen besloot Mitsubishi de turbodruk drastisch omlaag te brengen. Dit kon niet voorkomen dat al menige dieselmotor schade had opgelopen waardoor de fabriek besloot coulance te verlenen op motoren met gescheurde cilinderkoppen tot zes jaar.
De nieuwe cilinderkoppen voldeden beter aan de hoge thermische belastingen van de motor waardoor motorschade tot een minimum werd teruggebracht. Al met al liet de 1.8 Turbodiesel de concurrentie ver achter zich. In de benzine-uitvoering was de Galant in Europa beschikbaar als 1.6 en 2.0 motoren met carburateur. Bovendien was er een 2.0 turbo met elektronisch geregelde injectie leverbaar. De Galant was leverbaar in talloze uitrustingsniveaus (DL,EL,GL,GLX,GLS,GLS/E,Turbo,EXE) waarbij snelheid afhankelijke ruitenwisser interval (Etacs-systeem: de snelheid van de ruitenwissers past zich automatisch aan aan de snelheid van de auto. Het aantal slagen varieert van 4 tot 30 per minuut), climate control, cruisecontrol, elektrische ramen rondom, elektrische antenne, elektronisch (lucht-)veersysteem (GLS/E), schuifdak (optie) en ABS (EXE) tot de mogelijkheden behoorden. De DL is bijna niet verkocht in Nederland en had zelfs standaard geen rechter zonneklep. Dit model Galant was ook met automatische transmissie te verkrijgen, een viertraps automaat waarvan de vierde versnelling een uitschakelbare overdrive was. In Duitsland werd de auto onderscheiden met "das golden Lenkrad".

### Motoren
Gegevens van de basismodellen:

#### Benzine
| Galant sedan | Galant sedan | Galant sedan | Galant sedan | Galant sedan | Galant sedan | Galant sedan | Galant sedan | Galant sedan |
| Type         | Motor        | Motor        | Vermogen     | Koppel       | Gewicht      | 0–100 km/h   | Topsnelheid  | Jaartal      |
| Type         | Inhoud       | Cilinders    | Vermogen     | Koppel       | Gewicht      | 0–100 km/h   | Topsnelheid  | Jaartal      |
| ------------ | ------------ | ------------ | ------------ | ------------ | ------------ | ------------ | ------------ | ------------ |
| 1.6          | 1.597 cm³    | 4-in-lijn    | 75 pk        | 122 Nm       | 1020 kg      | 13,3 s       | 160 km/h     | 1984 - 1988  |
| 2.0          | 1.997 cm³    | 4-in-lijn    | 102 pk       | 160 Nm       | 1120 kg      | 11,7 s       | 180 km/h     | 1984 - 1988  |
| 2.0 Turbo    | 1.997 cm³    | 4-in-lijn    | 150 pk       | 245 Nm       | 1130 kg      | 8,4 s        | 200 km/h     | 1984 - 1988  |

#### Diesel
| Galant sedan | Galant sedan | Galant sedan | Galant sedan | Galant sedan | Galant sedan | Galant sedan | Galant sedan | Galant sedan |
| Type         | Motor        | Motor        | Vermogen     | Koppel       | Gewicht      | 0–100 km/h   | Topsnelheid  | Jaartal      |
| Type         | Inhoud       | Cilinders    | Vermogen     | Koppel       | Gewicht      | 0–100 km/h   | Topsnelheid  | Jaartal      |
| ------------ | ------------ | ------------ | ------------ | ------------ | ------------ | ------------ | ------------ | ------------ |
| 1.8 TD       | 1.796 cm³    | 4-in-lijn    | 82 pk        | 165 Nm       | 1140 kg      | - s          | 166 km/h     | 1984 - 1988  |

## Zesde generatie (1988 - 1993)
De zesde Mitsubishi Galant verscheen vervolgens in 1987. De lijnen van het nieuwe model waren ronder geworden. Het eerste jaar al werd deze Galant Auto van het jaar in Japan. Die kreeg het nieuwe Dynamic Drive-systeem met vierwielaandrijving, -sturing
en -antiblokkeersysteem. In 1988 verscheen de specifiek voor Europa bestemde Eterna, in feite de vijfdeurs hatchback-variant van de Galant. In 1989 kwam de Galant ook in de VS op de markt en werd het geïmporteerde auto van het jaar.
In Canada werd de auto verkocht als 2000GTX onder het Dodge- en het Eagle-embleem. De Galant VR-4 nam tussen 1988 en 1992 met succes deel aan het World Rally Championship. 

### Motoren
Gegevens van de basismodellen:

#### Benzine
| Galant sedan    | Galant sedan | Galant sedan | Galant sedan | Galant sedan | Galant sedan | Galant sedan | Galant sedan | Galant sedan |
| Type            | Motor        | Motor        | Vermogen     | Koppel       | Gewicht      | 0–100 km/h   | Topsnelheid  | Jaartal      |
| Type            | Inhoud       | Cilinders    | Vermogen     | Koppel       | Gewicht      | 0–100 km/h   | Topsnelheid  | Jaartal      |
| --------------- | ------------ | ------------ | ------------ | ------------ | ------------ | ------------ | ------------ | ------------ |
| 1.8             | 1.755 cm³    | 4-in-lijn    | 86 pk        | 133 Nm       | 1080 kg      | 12,7 s       | 168 km/h     | 1988 - 1990  |
| 1.8i            | 1.755 cm³    | 4-in-lijn    | 90 pk        | 144 Nm       | 1100 kg      | 11,7 s       | 173 km/h     | 1990 - 1993  |
| 2.0i            | 1.997 cm³    | 4-in-lijn    | 109 pk       | 159 Nm       | 1164 kg      | 10,6 s       | 186 km/h     | 1988 - 1993  |
| 2.0i 4WD        | 1.997 cm³    | 4-in-lijn    | 109 pk       | 159 Nm       | 1164 kg      | 11,5 s       | 180 km/h     | 1989 - 1990  |
| 2.0 GTi-16V     | 1.997 cm³    | 4-in-lijn    | 144 pk       | 170 Nm       | 1185 kg      | 8,8 s        | 205 km/h     | 1988 - 1993  |
| 2.0 GTi-16V 4WD | 1.997 cm³    | 4-in-lijn    | 144 pk       | 170 Nm       | 1185 kg      | 9,9 s        | 200 km/h     | 1989 - 1991  |

| Galant hatchback | Galant hatchback | Galant hatchback | Galant hatchback | Galant hatchback | Galant hatchback | Galant hatchback | Galant hatchback | Galant hatchback |
| Type             | Motor            | Motor            | Vermogen         | Koppel           | Gewicht          | 0–100 km/h       | Topsnelheid      | Jaartal          |
| Type             | Inhoud           | Cilinders        | Vermogen         | Koppel           | Gewicht          | 0–100 km/h       | Topsnelheid      | Jaartal          |
| ---------------- | ---------------- | ---------------- | ---------------- | ---------------- | ---------------- | ---------------- | ---------------- | ---------------- |
| 1.8              | 1.755 cm³        | 4-in-lijn        | 86 pk            | 133 Nm           | 11130 kg         | 13,3 s           | 170 km/h         | 1989 - 1990      |
| 1.8i             | 1.755 cm³        | 4-in-lijn        | 90 pk            | 144 Nm           | 1130 kg          | 11,7 s           | 173 km/h         | 1990 - 1993      |
| 2.0i             | 1.997 cm³        | 4-in-lijn        | 109 pk           | 159 Nm           | 1215 kg          | 11,0 s           | 188 km/h         | 1989 - 1993      |
| 2.0i 4WD         | 1.997 cm³        | 4-in-lijn        | 109 pk           | 159 Nm           | 1350 kg          | 11,5 s           | 180 km/h         | 1989 - 1991      |
| 2.0 GTi-16V      | 1.997 cm³        | 4-in-lijn        | 144 pk           | 170 Nm           | 1250 kg          | 9,1 s            | 207 km/h         | 1989 - 1993      |

#### Diesel
| Galant sedan | Galant sedan | Galant sedan | Galant sedan | Galant sedan | Galant sedan | Galant sedan | Galant sedan | Galant sedan |
| Type         | Motor        | Motor        | Vermogen     | Koppel       | Gewicht      | 0–100 km/h   | Topsnelheid  | Jaartal      |
| Type         | Inhoud       | Cilinders    | Vermogen     | Koppel       | Gewicht      | 0–100 km/h   | Topsnelheid  | Jaartal      |
| ------------ | ------------ | ------------ | ------------ | ------------ | ------------ | ------------ | ------------ | ------------ |
| 1.8 TD       | 1.795 cm³    | 4-in-lijn    | 75 pk        | 152 Nm       | 1240 kg      | 14,5 s       | 164 km/h     | 1988 - 1990  |

| Galant hatchback | Galant hatchback | Galant hatchback | Galant hatchback | Galant hatchback | Galant hatchback | Galant hatchback | Galant hatchback | Galant hatchback |
| Type             | Motor            | Motor            | Vermogen         | Koppel           | Gewicht          | 0–100 km/h       | Topsnelheid      | Jaartal          |
| Type             | Inhoud           | Cilinders        | Vermogen         | Koppel           | Gewicht          | 0–100 km/h       | Topsnelheid      | Jaartal          |
| ---------------- | ---------------- | ---------------- | ---------------- | ---------------- | ---------------- | ---------------- | ---------------- | ---------------- |
| 1.8 TD           | 1.795 cm³        | 4-in-lijn        | 75 pk            | 152 Nm           | 1210 kg          | 14,5 s           | 164 km/h         | 1988 - 1993      |

## Zevende generatie (1993-1997)
|
De zevende Galant volgde in 1992 met een verbeterde aerodynamica en verbeteringen in de vierwielaandrijving die de auto beter en stiller deden presteren. Er verscheen eveneens een hardtop-variant die Mitsubishi Emeraude heette en enkel in Japan beschikbaar was. In Europa werd de Galant geleverd als vierdeurs sedan en als vijfdeurs hatchback. Bovendien werd het motoren aanbod uitgebreid met een 2.0 en een 2.5 zescilinder waarvan de grotere motor was voorzien van vierwielaandrijving. Nooit geleverd buiten Japan was er ook de zeer snelle VR-4 met 280 pk, met vierwielaandrijving en een 2.0 twinturbo V6 motor.
De 1.8 en 2.0 liter vier cilinders werden voorzien van zestienklepstechnologie waardoor het vermogen toenam tot 128 pk voor de 1.8 en 137 pk voor de 2.0. De 2.0 was uitgerust met balansassen wat de motor rustiger en stiller maakte. De zescilinder varianten waren voorzien van een variabel inlaat traject waardoor de motoren in alle toerengebieden optimale prestaties leverden. Door toepassing van een DIS (verdelerloze) ontsteking op de zescilinder-modellen was de verdeler vervallen wat de betrouwbaarheid ten goede kwam.
De uit de vorige generatie bekende 1.8 turbo diesel werd vervangen door een 2.0 turbo diesel met intercooler. Ondanks de grotere cilinder inhoud was er afgezien van een minimale koppeltoename geen echte prestatie toename te bespeuren. In deze periode was duidelijk te merken dat Mitsubishi met de diesel technologie langzaam maar zeker de concurrentie niet meer voor kon blijven.
De toegepaste nieuwe automatische transmissies waren voorzien van INVECS-technologie die het schakelpatroon aanpast aan de rijstijl en rij omstandigheden van de bestuurder, hij "went" als het ware aan de bestuurder en z'n rijgedrag. De Galant werd bovendien voorzien van een geavanceerde multilink wielophanging wat de wegligging ten goede kwam. Deze generatie Galant was bovendien de eerste productieauto van Mitsubishi waar op beperkte schaal CAN bus sturing werd toegepast.

### Motoren
Gegevens van de basismodellen:

#### Benzine
| Galant sedan | Galant sedan | Galant sedan | Galant sedan | Galant sedan | Galant sedan | Galant sedan | Galant sedan | Galant sedan |
| Type         | Motor        | Motor        | Vermogen     | Koppel       | Gewicht      | 0–100 km/h   | Topsnelheid  | Jaartal      |
| Type         | Inhoud       | Cilinders    | Vermogen     | Koppel       | Gewicht      | 0–100 km/h   | Topsnelheid  | Jaartal      |
| ------------ | ------------ | ------------ | ------------ | ------------ | ------------ | ------------ | ------------ | ------------ |
| 1.8i         | 1.834 cm³    | 4-in-lijn    | 126 pk       | 161 Nm       | 1145 kg      | 10,0 s       | 200 km/h     | 1993 - 1997  |
| 2.0i         | 1.997 cm³    | 4-in-lijn    | 137 pk       | 176 Nm       | 1195 kg      | 9,7 s        | 205 km/h     | 1993 - 1997  |
| 2.0 GTi-V6   | 1.999 cm³    | V6           | 150 pk       | 179 Nm       | 1325 kg      | 9,0 s        | 215 km/h     | 1993 - 1997  |

| Galant hatchback     | Galant hatchback | Galant hatchback | Galant hatchback | Galant hatchback | Galant hatchback | Galant hatchback | Galant hatchback | Galant hatchback |
| Type                 | Motor            | Motor            | Vermogen         | Koppel           | Gewicht          | 0–100 km/h       | Topsnelheid      | Jaartal          |
| Type                 | Inhoud           | Cilinders        | Vermogen         | Koppel           | Gewicht          | 0–100 km/h       | Topsnelheid      | Jaartal          |
| -------------------- | ---------------- | ---------------- | ---------------- | ---------------- | ---------------- | ---------------- | ---------------- | ---------------- |
| 1.8i                 | 1.834 cm³        | 4-in-lijn        | 126 pk           | 161 Nm           | 1195 kg          | 10,1 s           | 200 km/h         | 1993 - 1997      |
| 2.0i                 | 1.997 cm³        | 4-in-lijn        | 137 pk           | 176 Nm           | 1235 kg          | 9,7 s            | 205 km/h         | 1993 - 1997      |
| 2.0 GTi-V6           | 1.999 cm³        | V6               | 150 pk           | 179 Nm           | 1285 kg          | 9,1 s            | 215 km/h         | 1993 - 1997      |
| 2.5 GTi-V6 Dynamic-4 | 2.497 cm³        | V6               | 170 pk           | 216 Nm           | 1485 kg          | 8,9 s            | 216 km/h         | 1993 - 1996      |

#### Diesel
| Galant sedan | Galant sedan | Galant sedan | Galant sedan | Galant sedan | Galant sedan | Galant sedan | Galant sedan | Galant sedan |
| Type         | Motor        | Motor        | Vermogen     | Koppel       | Gewicht      | 0–100 km/h   | Topsnelheid  | Jaartal      |
| Type         | Inhoud       | Cilinders    | Vermogen     | Koppel       | Gewicht      | 0–100 km/h   | Topsnelheid  | Jaartal      |
| ------------ | ------------ | ------------ | ------------ | ------------ | ------------ | ------------ | ------------ | ------------ |
| 2.0 TD       | 1.998 cm³    | 4-in-lijn    | 90 pk        | 191 Nm       | 1205 kg      | 13,9 s       | 175 km/h     | 1993 - 1997  |

| Galant hatchback | Galant hatchback | Galant hatchback | Galant hatchback | Galant hatchback | Galant hatchback | Galant hatchback | Galant hatchback | Galant hatchback |
| Type             | Motor            | Motor            | Vermogen         | Koppel           | Gewicht          | 0–100 km/h       | Topsnelheid      | Jaartal          |
| Type             | Inhoud           | Cilinders        | Vermogen         | Koppel           | Gewicht          | 0–100 km/h       | Topsnelheid      | Jaartal          |
| ---------------- | ---------------- | ---------------- | ---------------- | ---------------- | ---------------- | ---------------- | ---------------- | ---------------- |
| 2.0 TD           | 1.998 cm³        | 4-in-lijn        | 90 pk            | 191 Nm           | 1245 kg          | 14,1 s           | 175 km/h         | 1993 - 1996      |

## Achtste generatie (1997-2004)
|

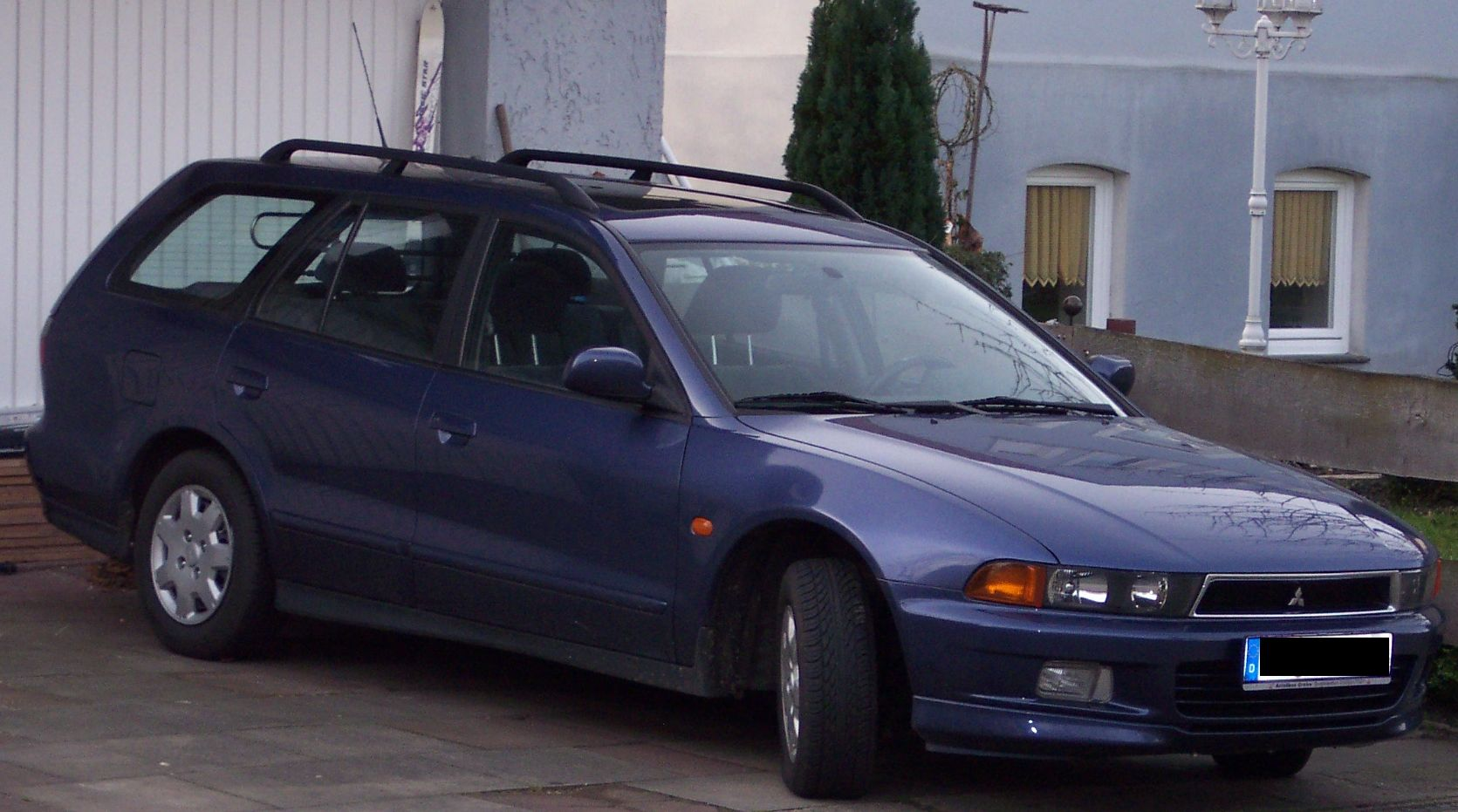
Mitsubishi Galant Stationwagon

In 1996 werd de achtste generatie van de Galant geïntroduceerd met ook een stationwagen - in Japan de Legnum - en zonder de hatchback. Deze auto werd Auto van het jaar in Japan voor 1996-7. In de VS klasseerde deze Galant als een middenklasser en bleef het model tot 2003 op de markt. Elders was dat tot 2006. Deze generatie was in Nederland leverbaar met drie benzine motoren en één dieselmotor. De benzinemotoren bestonden uit een 2.0 16 klepper met 136 pk die zijn betrouwbaarheid reeds had bewezen in de vorige generatie. Op het moment van introductie was er bovendien een 2.5 V6 leverbaar met 163 pk en 24 kleps technologie. In 1999 werd bovendien de 2.4 GDI (gasoline direct injection) toegevoegd aan het gamma. Deze direct ingespoten benzinemotor leverde 150 pk bij een geringer brandstofverbruik, maar vergde extra regelmatig onderhoud in verband met interne vervuiling van het verbrandingssysteem. De 2.0 Turbo diesel was eveneens afkomstig uit zijn voorganger, de zelfontbrander was echter gemoderniseerd door toepassing van een elektronische inspuitpomp. De dieseltechniek maakte echter in deze periode een mega-ontwikkeling door met de opkomst van commonrail van onder andere Alfa en pompverstuiverdiesels van VW dat de techniek van de Galant diesel als conventioneel werd gezien. Het brandstofverbruik en de prestaties van deze motor bleven ver achter op de concurrentie waardoor de verkoop in Nederland van de ooit zo geliefde Galant in de zakelijke markt een dieptepunt bereikte. De multilink wielophanging uit de vorige generaties was zijn tijd echter wel ver voorruit, derhalve werd deze één op één overgenomen op de jongste telg. De uitbreiding van het motoren gamma met de 2.4 GDI en de 2.5 V6 eveneens afkomstig uit de vorige generatie kon de teruglopende verkoop niet voorkomen. Uiteindelijk besloot de Nederlandse importeur in 2006 de Galant uit het leveringsprogramma te halen waardoor na ruim dertig jaar een einde kwam aan het Galant-tijdperk.

### Motoren
Gegevens van de basismodellen:

#### Benzine
| Galant sedan | Galant sedan | Galant sedan | Galant sedan | Galant sedan | Galant sedan | Galant sedan | Galant sedan | Galant sedan |
| Type         | Motor        | Motor        | Vermogen     | Koppel       | Gewicht      | 0–100 km/h   | Topsnelheid  | Jaartal      |
| Type         | Inhoud       | Cilinders    | Vermogen     | Koppel       | Gewicht      | 0–100 km/h   | Topsnelheid  | Jaartal      |
| ------------ | ------------ | ------------ | ------------ | ------------ | ------------ | ------------ | ------------ | ------------ |
| 2.0          | 1.997 cm³    | 4-in-lijn    | 136 pk       | 178 Nm       | 1235 kg      | 9,7 s        | 210 km/h     | 1997 - 2004  |
| 2.4 GDI      | 2.350 cm³    | 4-in-lijn    | 150 pk       | 225 Nm       | 1295 kg      | 9,7 s        | 205 km/h     | 1999 - 2001  |
| 2.5 V6       | 2.498 cm³    | V6           | 163 pk       | 223 Nm       | 1265 kg      | 8,2 s        | 225 km/h     | 1997 - 2003  |

| Galant stationwagon | Galant stationwagon | Galant stationwagon | Galant stationwagon | Galant stationwagon | Galant stationwagon | Galant stationwagon | Galant stationwagon | Galant stationwagon |
| Type                | Motor               | Motor               | Vermogen            | Koppel              | Gewicht             | 0–100 km/h          | Topsnelheid         | Jaartal             |
| Type                | Inhoud              | Cilinders           | Vermogen            | Koppel              | Gewicht             | 0–100 km/h          | Topsnelheid         | Jaartal             |
| ------------------- | ------------------- | ------------------- | ------------------- | ------------------- | ------------------- | ------------------- | ------------------- | ------------------- |
| 2.0                 | 1.997 cm³           | 4-in-lijn           | 136 pk              | 178 Nm              | 1285 kg             | 10,0 s              | 200 km/h            | 1997 - 2001         |
| 2.4 GDI             | 2.350 cm³           | 4-in-lijn           | 150 pk              | 225 Nm              | 1345 kg             | 9,7 s               | 205 km/h            | 1997 - 2001         |
| 2.5 V6              | 2.498 cm³           | V6                  | 163 pk              | 223 Nm              | 1315 kg             | 8,5 s               | 215 km/h            | 1997 - 2001         |

#### Diesel
| Galant sedan | Galant sedan | Galant sedan | Galant sedan | Galant sedan | Galant sedan | Galant sedan | Galant sedan | Galant sedan |
| Type         | Motor        | Motor        | Vermogen     | Koppel       | Gewicht      | 0–100 km/h   | Topsnelheid  | Jaartal      |
| Type         | Inhoud       | Cilinders    | Vermogen     | Koppel       | Gewicht      | 0–100 km/h   | Topsnelheid  | Jaartal      |
| ------------ | ------------ | ------------ | ------------ | ------------ | ------------ | ------------ | ------------ | ------------ |
| 2.0 TD       | 1.998 cm³    | 4-in-lijn    | 90 pk        | 202 Nm       | 1275 kg      | 12,8 s       | 180 km/h     | 1997 - 2001  |

| Galant stationwagon | Galant stationwagon | Galant stationwagon | Galant stationwagon | Galant stationwagon | Galant stationwagon | Galant stationwagon | Galant stationwagon | Galant stationwagon |
| Type                | Motor               | Motor               | Vermogen            | Koppel              | Gewicht             | 0–100 km/h          | Topsnelheid         | Jaartal             |
| Type                | Inhoud              | Cilinders           | Vermogen            | Koppel              | Gewicht             | 0–100 km/h          | Topsnelheid         | Jaartal             |
| ------------------- | ------------------- | ------------------- | ------------------- | ------------------- | ------------------- | ------------------- | ------------------- | ------------------- |
| 2.0 TD              | 1.998 cm³           | 4-in-lijn           | 90 pk               | 202 Nm              | 1325 kg             | 12,8 s              | 170 km/h            | 1997 - 2001         |

## Negende generatie (2004+)
Voor modeljaar 2004 verscheen de negende generatie Galant voor Noord-Amerika, Mexico, Rusland en het Arabisch Schiereiland. Die laatste twee begon met invoer vanuit de VS in respectievelijk 2006 en 2007. De auto bestaat enkel als sedan en werd groter en een stuk zwaarder. Een aangepaste versie wordt ook in Taiwan geproduceerd en verkocht eerst als Galant Grunder en vervolgens gewoon als Grunder. Ook in de Filipijnen wordt die variant verkocht als de Galant 240M. Ook Australië en Nieuw-Zeeland hebben een specifieke versie met de naam 380. 